# Lake District
A Lake District (tóvidék) egy terület Északnyugat-Angliában, Cumbria megyében. Népszerű kiránduló- és pihenőhely, amely szép tavairól és hegyeiről híres. Számos 19. századi irodalmi alkotó – William Wordsworth, Samuel Taylor Coleridge, a tavi költők (Lake Poets) – élete hosszú időre összefonódott ezzel a területtel. 2017-ben az UNESCO felvette a világörökségi listájára.
A középső és egyben leglátogatottabb részen található a körzet nemzeti parkja, a Lake District National Park, amely az Egyesült Királyság 13 nemzeti parkjának egyike. A Lake District Anglia kevés hegyvidékes területének egyike. Itt található Anglia legmagasabb pontja, a Scafell Pike (978 méter) is.

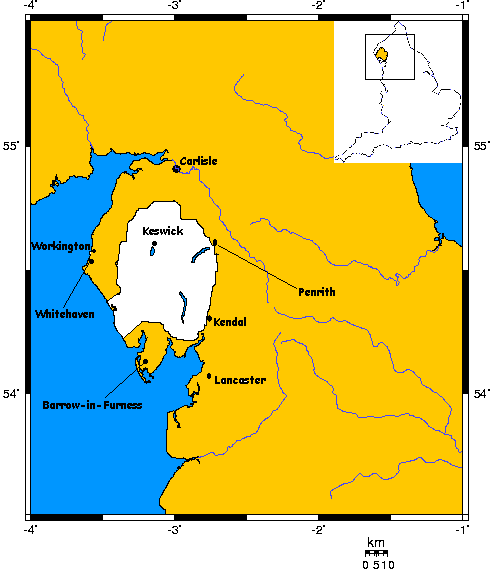
A Lake District elhelyezkedése Észak-Anglián belül, fehér színnel jelölve

A Lake District körülbelül 55 km hosszú. Felszínét a jégkorszak formálta 15000 évvel ezelőtt. A jég vájta völgyek többsége ma már vízzel töltődött fel, tavakat alkotva, amelyekről a terület a nevét kapta. A magasabban fekvő részeken a helyre jellemző aprócska hegyi tavakat találni. A Lake District az egyik legsűrűbben lakott nemzeti park.

## Földrajz

### 25 legmagasabb hegycsúcsa
1. Scafell Pike, 978 m
2. Scafell, 965 m
3. Helvellyn, 951 m
4. Skiddaw, 931 m
5. Nagy Vég (Great End), 910 m
6. Bowfell, 902 m
7. Nagy orom (Great Gable), 899 m
8. Pillar, 892 m
9. Nethermost csúcs, 891 m
10. Catstycam, 889 m
11. Esk csúcs, 885 m
12. Raise, 883 m
13. Fairfield, 873 m
14. Blencathra, 868 m
15. Skiddaw Little Man, 865 m
16. Fehér Oldal (White Side), 863 m

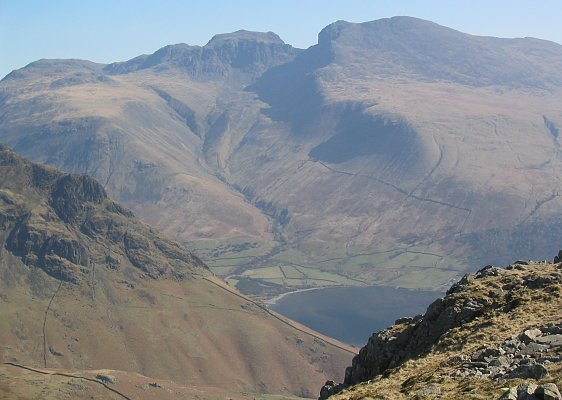
A Scafell, Anglia második legmagasabb pontja a Wastwater völgy felől

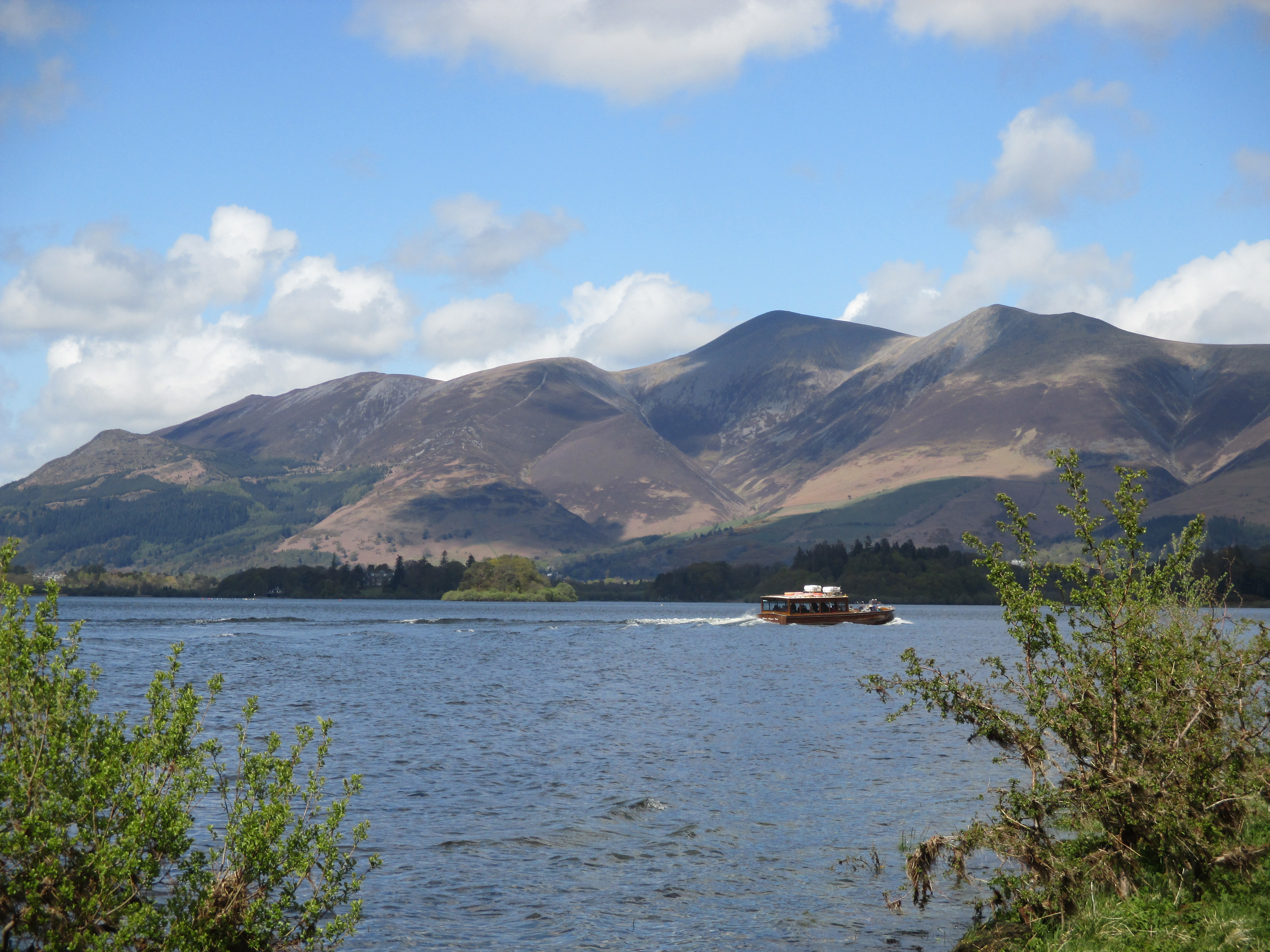
Skiddaw

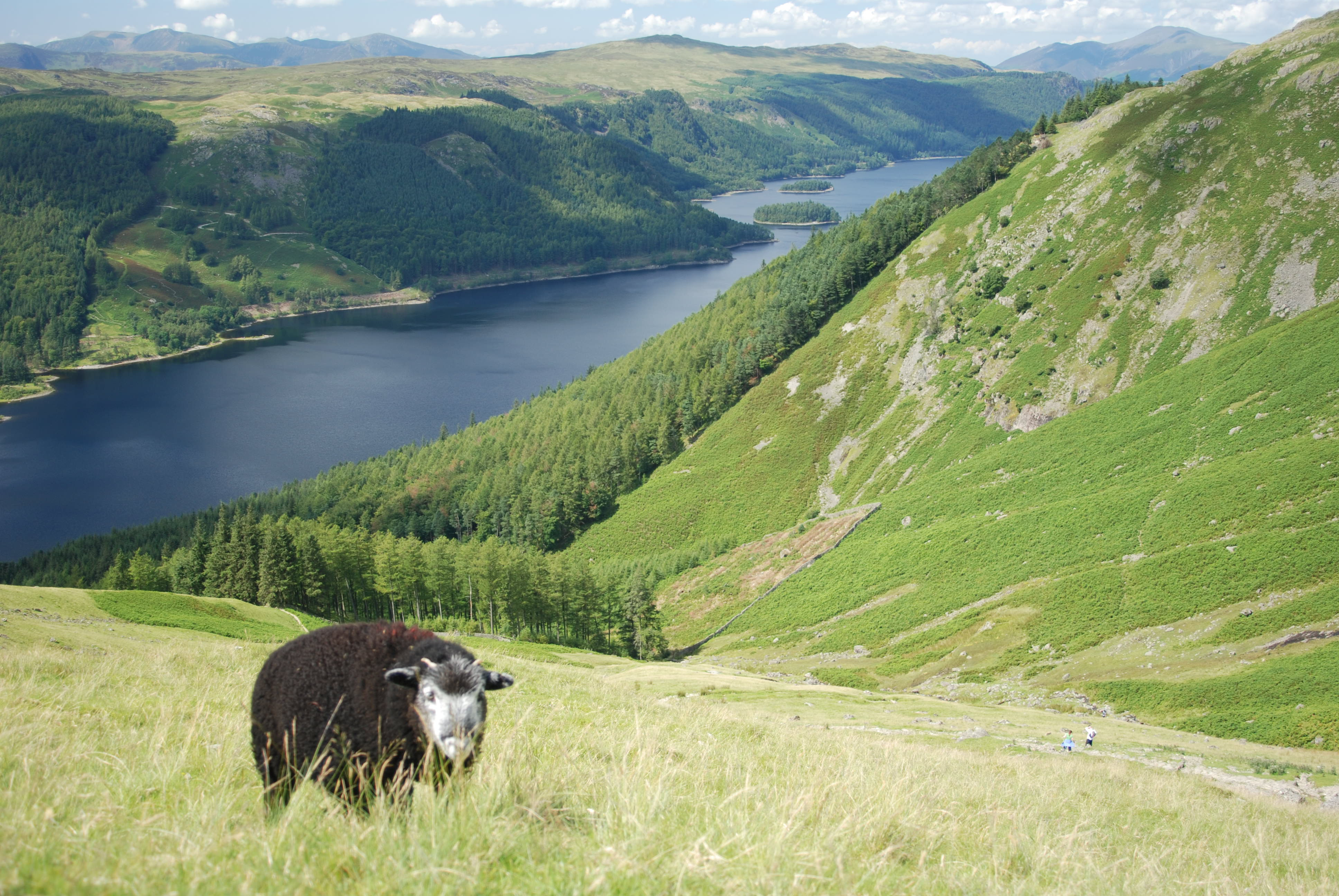
Egy jellegzetes helyi birka legelészik Thirlmere felett

17. Ráncos sziklák (Crinkle Crags), 859 m
18. Dollywaggon csúcs, 858 m
19. Great Dodd, 857 m
20. Grasmoor, 852 m
21. Stybarrow Dodd, 843 m
22. St Sunday szikla, 841 m
23. Scoat hegyoldal, 841 m
24. Szikla hegy (Crag Hill), 839 m
25. Magas utca (High Street), 828 m

### Tavak
A nemzeti parkban csak egy tó viseli nevében a tó szót, a Bassenthwaite-tó. A nemzeti park főbb tavai:

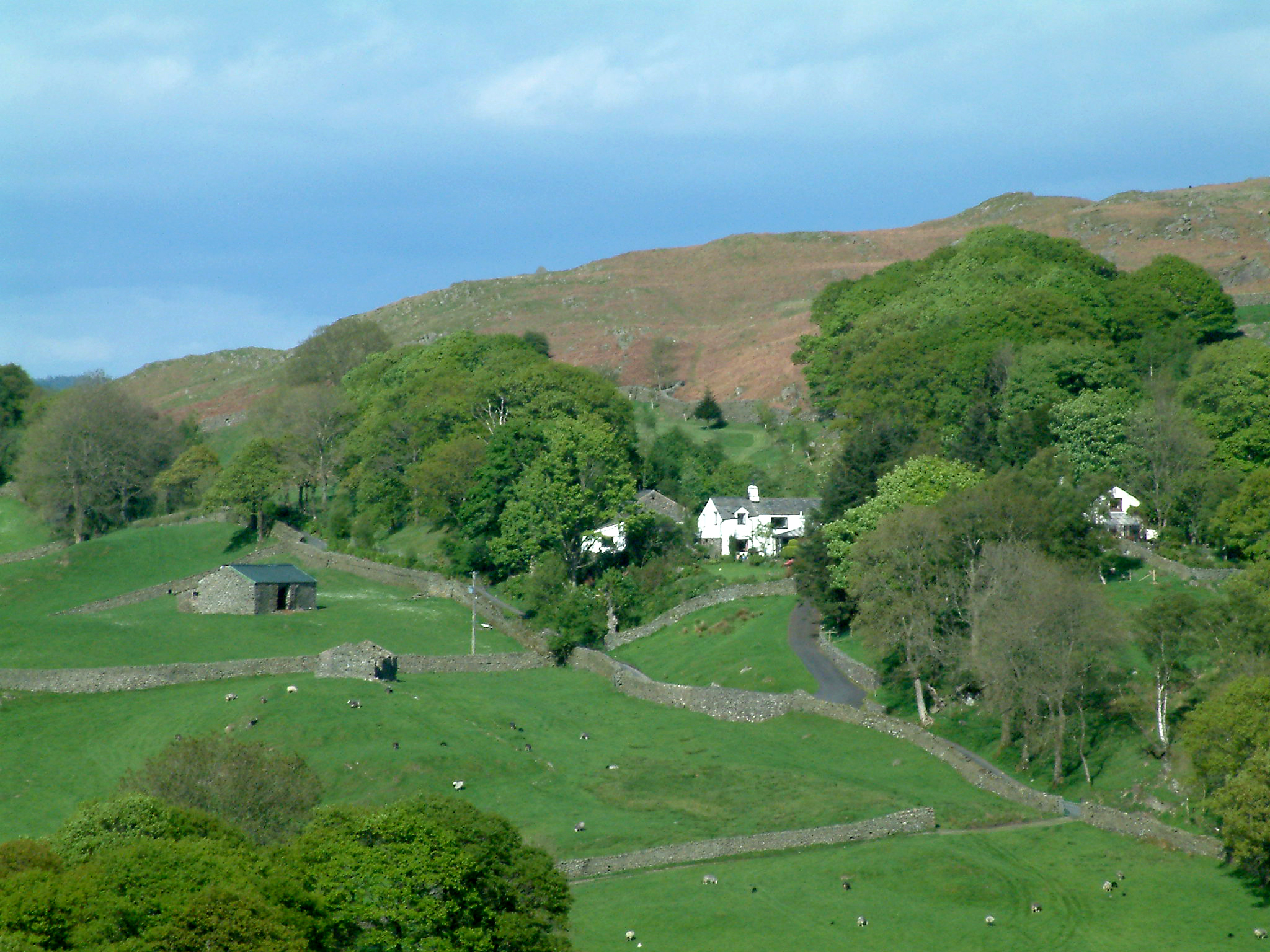
Egy jellegzetes látványkép Lake Districtből

- Bassenthwaite-tó
- Buttermere
- Coniston Water
- Crummock Water
- Derwent Water
- Devoke Water
- Ennerdale Water
- Esthwaite Water
- Grasmere
- Haweswater Reservoir
- Loweswater
- Rydal Water
- Thirlmere
- Ullswater
- Wast Water
- Windermere

## A művészetben
A környéken több helyen is élt Arthur Ransome, aki az 1930 és 1947 között megjelent Fecskék és Fruskák-sorozat könyvei közül többnek is a Lake Districten alapuló, de képzeletbeli világot választott helyszínéül.